# اعصار 9A52-4 (سلاح)
اعصار  9A52-4 بالروسية (Торнадо) هو راجمة صواريخ خفيفة وقابلة للتكيف مع سابقاتها من راجمات الصواريخ. رفع الحجاب عنها أول مرة سنة 2007وتعتبر احدث راجمة صاروخية دخلت الخدمة في الجيش الروسي، وهي تستعمل فقط من طرف الجيش الروسي.

## مميزاتها
ال 9A52-4 ترتكز على شاحنة من طراز KamAZ-63501 8x8 التي تمنحها سهولة في الحركة والنقل الأستراتيجي اذ يمكن للشاحنة السير بسرعة 90كم في الساعة مما يمنحها ميزات أكبر من سابقاتها كما ان هذه الرجمة يمكنها اطلاق أي نوع من الصواريخ كالعنقودية والصواريخ المحملة بألغام ضد الافراد والعربات هذه الراجمة يمكنها تغطية مساحات كبيرة بحيث أن هذه الشاحنة مجهزة ب 6 أنابيب للصواريخ من عيار 300 ميليمتر. صاروخ واحد من هذه الصواريخ يزن 800 كيلوغرام حيث يصل مداه إلى 90 كيلومترا كذالك الراجمة مجهزة بنظام متطور لسيطرة على النيران والتصحيح الإصابة مما يمنحها الدقة بالأصابة وكذالك هي مجهزة بنظام تصحيح المسار متصل بالأقمار الاصطناعية.
كما أن هذا النظام يستطيع اطلاق صاروخين في نفس الوقت بفاصل زمني بينهما بحوالي 20 ثانية، كما انه إذا اطلقت هذه الرجمة جميع صواريخها (أي 6 صواريخ) يمكنها تغطية مساحة تقدر 32 هكتار.